# Gale (Familienname)
Gale, (Galé) ist ein englischer Familienname.

## Namensträger
- A. J. Gale (* 1987), kanadischer Eishockeyspieler
- Anita Gale, Baroness Gale (* 1940), britische Politikerin (Labour Party)
- Anthony Gale (Offizier) (1782–1843), irisch-amerikanischer Offizier und Befehlshaber des Marine Corps
- Anthony Peter Gale (* 1959), englischer Fußballspieler, siehe Tony Gale
- Anton Jože Gale (1944–2018), jugoslawischer Eishockeytorwart
- Becher Gale (1887–1950), kanadischer Ruderer
- Bob Gale (Michael Robert Gale; * 1951), US-amerikanischer Drehbuchautor, Produzent, Schriftsteller
- Charles Gale (Physiker) (* 1957), kanadischer Physiker
- Charles Gale (Autor), US-amerikanischer Drehbuchautor
- David Gale (Ökonom) (1921–2008), US-amerikanischer Wirtschaftswissenschaftler und Mathematiker
- David Gale (Schauspieler) (1936–1991), britischer Schauspieler
- David Gale (1969–2024), US-amerikanischer Schauspieler, eigentlich David Gail
- David Gale (Filmproduzent), Filmproduzent
- Ed Gale (1963–2025), US-amerikanischer Schauspieler und Stuntman
- Eddie Gale (1941–2020), US-amerikanischer Jazz-Trompeter
- Eddra Gale (1921–2001), US-amerikanische Schauspielerin und Opernsängerin
- Eric Gale (1938–1994), US-amerikanischer Musiker
- Garrett Weber-Gale (* 1985), US-amerikanischer Schwimmer
- George Gale (1756–1815), US-amerikanischer Politiker
- Guy Gale (1918–1992), britischer Autorennfahrer
- Humfrey Gale (1890–1971), britischer Generalleutnant
- Ian Gale (* 1961), englischer Fußballspieler
- Jack Gale († 2022), US-amerikanischer Musiker
- Jean Gale (1912–1974), US-amerikanische Schauspielerin
- Joan Gale (1912–1998), US-amerikanische Filmschauspielerin
- John Gale (1953–2019), britischer Pokerspieler
- June Gale (1911–1996), US-amerikanische Schauspielerin
- Kelly Gale (* 1995), schwedisches Model
- Lauren Gale (* 2000), kanadische Sprinterin
- Leo de Gale (1921–1986), Politiker aus Grenada
- Levin Gale (1784–1834), US-amerikanischer Politiker
- Luke Allen-Gale (* 1984), britischer Film-, Bühnen- und Fernsehschauspieler
- Marc van Gale (* 1986), deutscher DJ und Musikproduzent
- Michael Denis Gale (1943–2009), britischer Pflanzengenetiker
- Miha Gale (* 1977), slowenischer Freestyle-Skier
- Noel Gale († 2014), britischer Physiker
- Norman Gale (1862–1942), englischer Kinderbuchautor, Lyriker und Erzähler
- Oscar Gale, honduranischer Schauspieler und Friseur
- Patrick Gale (* 1962), britischer Autor
- Peceli Gale (* 1957), fidschianischer Rugby-Union-Spieler
- Richard Gale (Politiker) (1834–1931), australischer Politiker
- Richard Gale (General) (1896–1982), britischer General
- Richard Gale (Schauspieler) (1921–1983), britischer Schauspieler
- Richard Pillsbury Gale (1900–1973), US-amerikanischer Politiker
- Robert P. Gale (* 1945), US-amerikanischer Mediziner
- Rocky Gale (* 1988), US-amerikanischer Baseballspieler
- Rodolfo Galé (1928–1972), argentinischer Tangosänger
- Roger Gale (* 1943), britischer Politiker
- Sadie Gale (1902-nach 1950), australische Schauspielerin und Entertainerin
- Terry Gale (Leichtathlet) (* 1938), australischer Sprinter
- Terry Gale (Golfspieler) (* 1946), australischer Golfspieler
- Thierry Gale (* 2002), barbadischer Fußballspieler
- Thomas Gale (1636–1702), englischer klassischer Gelehrter
- Tom Gale (Designer) (* 1943), US-amerikanischer Fahrzeugdesigner
- Tom Gale (Leichtathlet) (* 1998), britischer Leichtathlet
- Tony Gale (* 1959), englischer Fußballspieler
- Tristan Gale (* 1980), US-amerikanische Skeletonpilotin
- Vincent Gale (* 1968), kanadischer Schauspieler und Synchronsprecher
- Walter Frederick Gale (1865–1945), australischer Bankier und Astronom
- William Gale (1823–1909), englischer Maler und Radierer
- Zofia Anna Stos-Gale, Kernphysikerin und Archäometrikerin
- Zona Gale (1874–1938), US-amerikanische Schriftstellerin